# 瀧谷亮
瀧谷 亮（たきや りょう、1994年2月16日 - ）は、神奈川県座間市出身の元プロサッカー選手。ポジションはフォワード（FW）。

## 来歴
FCコラソンインファンチル淵野辺、相洋高校を経て、大阪学院大学へ進学。4年時、主力として活躍しインカレに出場。
リーグ開幕後の2016年3月に、FC岐阜へ加入。ラモス瑠偉監督の下、いきなりホーム開幕戦でスタメンデビューする。同月20日の第4節愛媛FC戦でJリーグ初ゴールを挙げた。決勝点となったこのゴールは、J参入後のチームが、これまで一度も得点できていなかった鬼門・ニンジニアスタジアムでの初得点となった。
2017年は4試合に出場した。
2018年、カターレ富山へ移籍。
2019年、ラインメール青森FCへ期限付き移籍。この年に富山、青森ともに契約満了。
2020年1月、現役引退が発表された。

## 所属クラブ
ユース経歴
- ミハタサッカークラブ（座間市立相武台東小学校）
- FCコラソンインファンチル淵野辺（座間市立座間中学校）
- 相洋高等学校
- 大阪学院大学

プロ経歴
- 2016年3月 - 2017年  FC岐阜
- 2018年 - 2019年  カターレ富山
  - 2019年  ラインメール青森FC（期限付き移籍）

## 個人成績
| 国内大会個人成績 | 国内大会個人成績 | 国内大会個人成績 | 国内大会個人成績 | 国内大会個人成績 | 国内大会個人成績 | 国内大会個人成績 | 国内大会個人成績 | 国内大会個人成績 | 国内大会個人成績 | 国内大会個人成績 | 国内大会個人成績 |
| 年度             | クラブ           | 背番号           | リーグ           | リーグ戦         | リーグ戦         | リーグ杯         | リーグ杯         | オープン杯       | オープン杯       | 期間通算         | 期間通算         |
| 年度             | クラブ           | 背番号           | リーグ           | 出場             | 得点             | 出場             | 得点             | 出場             | 得点             | 出場             | 得点             |
| 日本             | 日本             | 日本             | 日本             | リーグ戦         | リーグ戦         | リーグ杯         | リーグ杯         | 天皇杯           | 天皇杯           | 期間通算         | 期間通算         |
| ---------------- | ---------------- | ---------------- | ---------------- | ---------------- | ---------------- | ---------------- | ---------------- | ---------------- | ---------------- | ---------------- | ---------------- |
| 2016             | 岐阜             | 36               | J2               | 26               | 4                | -                | -                | 0                | 0                | 26               | 4                |
| 2017             | 岐阜             | 18               | J2               | 4                | 0                | -                | -                | 0                | 0                | 4                | 0                |
| 2018             | 富山             | 18               | J3               | 2                | 0                | -                | -                | 0                | 0                | 2                | 0                |
| 2019             | 青森             | 9                | JFL              | 9                | 1                | -                | -                | -                | -                | 9                | 1                |
| 通算             | 日本             | 日本             | J2               | 30               | 4                | -                | -                | 0                | 0                | 30               | 4                |
| 通算             | 日本             | 日本             | J3               | 2                | 0                | -                | -                | 0                | 0                | 2                | 0                |
| 通算             | 日本             | 日本             | JFL              | 9                | 1                | -                | -                | -                | -                | 9                | 1                |
| 総通算           | 総通算           | 総通算           | 総通算           | 41               | 5                | -                | -                | 0                | 0                | 41               | 5                |

出場歴
- Jリーグ初出場 - 2016年3月6日 J2第2節 vs北海道コンサドーレ札幌（岐阜メモリアルセンター長良川競技場）
- Jリーグ初得点 - 2016年3月20日 J2第4節 vs愛媛FC（ニンジニアスタジアム）